# 金渊郡
金渊郡，一作金泉郡、金水郡，中国南北朝时设置的郡。
西魏废帝二年（553年）置金渊郡，治所在金渊县（今四川省金堂县东南同兴场），隶属于益州。下辖金渊县、白牟县二县。辖境相当今四川成都市金堂县及青白江区等地。北周沿置，末年废白牟县入金渊县。隋文帝开皇三年（583年）废建阳郡，属县直属龙州。